# Triphleba extrema
Triphleba extrema är en tvåvingeart som beskrevs av Schmitz 1932. Triphleba extrema ingår i släktet Triphleba och familjen puckelflugor.
Artens utbredningsområde är Israel. Inga underarter finns listade i Catalogue of Life.